# Danubio blu (miniserie televisiva)
Danubio blu (in tedesco Die Strauß-Dynastie) è una miniserie televisiva austriaca di genere biografico del 1991. Rappresenta la vita e le attività di Johann Strauss padre, autore della Marcia di Radetzky, e di suo figlio Johann Strauss jr. ("Schani"), autore del valzer Sul bel Danubio blu, che, a dispetto della contrarietà del padre, divenne anch'egli musicista e si mise in competizione con lui come compositore di valzer.
Fu trasmessa in Austria dal canale ORF III, e in Germania dalla ZDF. In Italia Rai 1 accorpò in quattro puntate le sei originali.

## Trama
NOTA: In questa sezione si fa riferimento all'originale ripartizione in puntate.

### Prima parte
In occasione di uno dei suoi concerti, Johann Strauss fa la conoscenza di Joseph Lanner. Il fatto che la musica da ballo delle feste aristocratiche manchi di spessore artistico dà a Strauss l'idea di fondare un'orchestra col suo nuovo amico.
I due trovano subito un lavoro dall'albergatore Streim. Mentre Anna, la figlia di quest'ultimo, civetta allo stesso tempo con Strauss e con Lanner, l'uomo d'affari Karl Friedrich Hirsch convince i due musicisti a eseguire la loro musica in parallelo nella locanda di Streim e in altri luoghi.
Anna rimane incinta e sposa Strauss; al matrimonio si ha la tra lui e Lanner. Malgrado i suoi successi professionali, Strauss è tormentato dai timori sul suo futuro. Quando Anna dà alla luce il loro figlio Johann ("Schani"), Strauss preferisce esibirsi col violinista italiano Niccolò Paganini, che si è detto entusiasta della sua musica.
Il piccolo Schani mostra le sue prime inclinazioni musicali, mentre suo padre ottiene presto un successo maggiore di quello di Lanner, nonostante quest'ultimo sua stato nominato direttore musicale della corte imperiale. Durante un'epidemia di colera, Strauss progetta con Hirsch un concerto a Schönbrunn per attirare l'interesse dell'imperatore sulla sua musica. Nonostante la sua assenza, il concerto è un successo e Strauss sceglie tra il pubblico una reginetta del valzer, la giovane Emilie Trampusch. Per preservare la salute pubblica, le truppe imperiali disperdono l'assembramento, anche con l'uso della forza; fuggendo, Strauss ed Emilie si baciano.
Il principe Metternich convoca Strauss a corte e lo manda in tournée in Inghilterra per l'incoronazione della regina Vittoria. In cambio, gli promette che gli troverà un posto alla corte imperiale una volta rientrato a Vienna.

### Seconda parte
Siccome la sua amante Emilie Trampusch ha dato alla luce un figlio, Strauss decide di prolungare la sua tournée in Francia, malgrado i suoi orchestrali desiderino tornare a casa. Quando ventila l'idea di continuare il viaggio fino a New York, viene abbandonato dai musicisti.
Rassegnati, Strauss e Hirsch fanno ritorno a Vienna, dove Strauss rivede suo figlio Schani, notevolmente cresciuto, e i suoi fratelli. Strauss non è capace di lavorare, mentre Anna non sa come assicurare il sostentamento alla famiglia. Frustrato, Strauss proibisce ai suoi figli di diventare musicisti per risparmiare loro le delusioni che ha provato sulla sua pelle. Quando i membri della sua vecchia orchestra tornano da lui, per l'insistenza di Anna ricomincia a lavorare.
Strauss abbandona poi il tetto coniugale per stare con Emilie, e accetta di provvedere al sostentamento della famiglia di Anna a condizione che i figli si attengano al divieto che ha imposto loro. Per questo motivo, Schani frequenta un istituto commerciale, ma, con l'appoggio di sua madre, continua segretamente ad applicarsi alla musica. Inoltre, s'innamora di Kathi, la figlia di Lanner, che assieme a suo padre gli dà lezioni di violino. Dopo che Johann Strauss è venuto a sapere delle lezioni, Anna proibisce ogni ulteriore interferenza da parte del marito e manda il figlio a prendere lezioni di composizione con l'organista Joseph Drechsler; Schani guadagna il denaro necessario lavorando di notte in una . Tuttavia, Schani non apprezza le lezioni di Drechsler sulla fuga e preferirebbe, contrariamente ai progetti di sua madre, comporre dei valzer e organizzare un'orchestra col suo amico Gustav Levi.
Lanner muore all'improvviso; grazie all'influenza del principe Metternich, Strauss gli succede come direttore musicale della corte imperiale.
Dopo le difficoltà iniziali, Schani ottiene il permesso di fondare un'orchestra con l'aiuto di sua madre, che di fatto firma come sua garante. Sebbene Johann Strauss minacci di boicottare tutti i tavernieri che permettono a Schani di suonare nei loro locali, Schani debutta con successo al Café Dommayer. Johann Strauss si congratula col figlio e gli offre la possibilità di andare insieme in tournée; la madre di Schani, tuttavia, rifiuta con veemenza.

### Terza parte
Il principe Metternich si preoccupa per l'ordine pubblico a causa della rivalità tra padre e figlio. Quando una giovane muore in una rissa tra i sostenitori dell'una e dell'altra parte, Schani suona al funerale non curandosi del divieto impostogli. Metternich impone a Strauss di porre fine al conflitto con suo figlio ma successivamente, su suggerimento di Hirsch, manda Schani come ambasciatore culturale in Romania.
I ribelli del 1848 celebrano Schani come un eroe poiché al funerale si è opposto alle autorità; per loro suona La Marsigliese. Dopo il suo ritorno a Vienna, Schani appoggia l'armata rivoluzionaria. Mentre il maresciallo Radetzky schiaccia i ribelli, Schani e Levi vengono arrestati per aver partecipato alla rivoluzione. Metternich è dimissionato e l'imperatore Ferdinando I abdica; il suo successore è il nipote Francesco Giuseppe.
Mentre fugge dalla rivoluzione con altri cittadini altolocati, Johann Strauss ha una relazione con la cantante Jetty Treffz, l'amante del banchiere Moritz von Todesco; quando torna a Vienna, esegue la Marcia di Radetzky in onore del feldmaresciallo. Mentre Anna si attiva per fare scarcerare il figlio, Johann Strauss si ammala di scarlattina. A Schani viene permesso di far visita a suo padre in punto di morte, ma giunge troppo tardi: Emilie Trampusch se n'è andata e ha lasciato a casa il cadavere nudo di Johann Strauss.
Dopo il funerale, Schani unifica la propria orchestra con quella di suo padre. Poco dopo s'innamora di Karoline, che tuttavia sta frequentando il fratello di Schani, Josef. Quando viene respinta la sua candidatura a direttore musicale della corte imperiale, spronato da sua madre va con riluttanza in tournée. Il principe russo Aleksander Nikolaevič Gribov gli dà la possibilità di esibirsi in Russia al cospetto dello zar.

### Quarta parte
Schani scrive nelle lettere a sua madre che la sua musica riscuote un gran successo e che è molto popolare presso le donne – in effetti ha una relazione con la l'aristocratica Olga Vasil'evna Smirnickaja – ma la informa anche sul lato oscuro della guerra di Crimea che sta infuriando. Non molto tempo dopo viene decorato dallo zar con l'Ordine di San Stanislao.
D'altro canto, i genitori di Olga cercano di scoraggiare l'inappropriata relazione della loro figlia con Johann. Mentre progetta segretamente di portare Olga in Austria con sé, essa tenta, spinta da voci interiori, di sparare e sé stessa e Strauss; questi comunque riesce a sfuggirle. Lo zar promette che ci si prenderà cura di Olga; Strauss torna a Vienna, dove, grazie al suo successo, dà un concerto dietro l'altro.
Quando Strauss deve andare in sanatorio per tre mesi a causa dell'eccessivo lavoro, suo fratello Josef – che lavora come ingegnere – per l'insistenza di sua madre sostituisce Johann come direttore musicale. Poiché la permanenza di Johann nel sanatorio provoca una penuria di nuovi valzer, Josef incomincia a comporre; poco dopo anche il loro fratello Eduard inizia a dedicarsi alla musica. Quando anche Josef ha collasso per il superlavoro, Eduard prende le redini dell'orchestra.
Johann e Jetty Treffz iniziano una relazione e si sposano, nonostante le proteste della madre di lui, che considera Jetty una donna perversa. Poco dopo il matrimonio, viene nominato direttore musicale della corte imperiale. Anna Strauss è inorridita quando Johann annuncia di volersi dedicare esclusivamente alla composizione.

### Quinta parte
Nel 1866, mentre i fratelli Strauss litigano sulle negoziazioni dei contratti e sulla donna che Johann ha scelto per moglie, l'Austria subisce una disfatta nella guerra con la Prussia. Johann è incaricato, dall'ispettore di polizia Joseph Weyl, di mettere in musica una poesia che dovrebbe diventare il nuovo inno nazionale, allo scopo di risollevare il morale della popolazione. Mentre Johann si rompe la testa a causa della sciocchezza del testo, Levi diventa il suo editore.
Poiché Josef si trova in difficoltà finanziarie, Johann gli offre la possibilità di andare in tournée in Russia con alcuni dei suoi musicisti. Quando Johann porta il resto dell'orchestra in Francia, Eduard fa notare con stizza che non restano più orchestrali a sua disposizione. Johann ottiene un successo a all'Esposizione Universale di Parigi quando esegue (senza il testo) la sua trasposizione musicale della poesia, il valzer Sul bel Danubio blu.
Poiché Johann tituba all'offerta dell'impresario Charles Gilmore di organizzare una tournée americana, Jetty lo informa solo quando sono già in America che in Francia aveva ricevuto un telegramma che riportava la notizia della morte di sua madre. Johann è sconvolto dall'insensibilità della moglie.
A Vienna, la sua gioia per essere stato insignito della medaglia Salvator e la vendita di un milione di copie del Danubio blu è ottenebrata dalla morte per tumore di suo fratello Josef; davanti al letto di morte Eduard accusa Johann di aver provocato la morte di Josef col viaggio in Russia.
Diverse volte Jetty cerca di spingere Johann a scrivere operette; solo quando Eva Wesseli, una cantante teatrale, omaggia Johann di un libretto, questi decide di comporre Il pipistrello. Jetty s'ingelosisce quando tra Johann ed Eva nasce un rapporto amoroso.
Il grande successo del Pipistrello è ottenebrato dalle insinuazioni che Johann avrebbe pubblicato col proprio nome un lavoro inedito del suo fratello morto. Il suo matrimonio è minacciato anche quando Johann vede il figlio, ormai adulto, che Jetty aveva avuto anni prima da Johann Strauss padre, che chiede alla madre il denaro con cui pagare i suoi debiti di gioco, altrimenti rivelerebbe pubblicamente la sua vera paternità.
Nello stesso periodo, Johann incontra Johannes Brahms, che in qualità di esperto musicale si offre di sostenere pubblicamente la difesa contro le accuse di plagio mosse a Johann, poiché la sua musica allegra è completamente diversa da quella del meticoloso ingegnere Josef Strauss. La sua gioia per questo incontro viene subito smorzata dal suicidio di Jetty; attraverso una sua lettera apprende la verità sul figlio di lei.

### Sesta parte
Poco dopo la morte di Jetty, Strauss sposa l'attrice Angelika Dittrich. Questa dilapida rapidamente il patromonio del marito, e il suo tentativo di sorprendere il marito con dipinti fatti da sé fallisce miseramente. Durante una lite, Angelika ha un aborto; a causa dei pettegolezzi sul fatto che la moglie avrebbe avuto una relazione extraconiugale, Johann chiede il divorzio e, su consiglio dell'avvocato di famiglia, il dottor Halmi, si reca in Ungheria. Poiché Angelika non acconsente al divorzio, Strauss trova un aiuto legale da Adele, la moglie del defunto fratello del dottor Halmi, che aveva aperto uno studio legale a Budapest. In una festa di tzigani, una chiromante predice un imminente matrimonio tra di loro.
Dopo che Angelika ha bloccato i conti bancari di Johann, Adele si prende cura degli affari economici di Strauss. Angelika insinua che tra di loro vi sia una relazione amorosa, ragion per cui il dottor Halmi diventa il suo avvocato e fa recedere Adele dal suo incarico. A dispetto della richiesta di Levi, Eduard rifiuta di aiutare finanziariamente Johann eseguendo la musica di lui.
Mentre lavora alla sua nuova operetta Der Zigeunerbaron, Johann si converte al protestantesimo e diventa cittadino del ducato tedesco di Sassonia-Coburgo-Gotha per poter divorziare da Angelika e sposare Adele; Eduard diventa il suo successore come direttore musicale della corte imperiale.
Nonostante la nuova cittadinanza di Johann, i viennesi rispondono entusiasticamente a Der Zigeunerbaron. Il progetto di Johann di pubblicare un'edizione completa delle sue opere fallisce a causa del rifiuto di Edward di andare a riprendere le musiche che ha archiviato. in occasione della decorazione con un ordine cavalleresco da parte di Francesco Giuseppe, Johann dedica all'imperatore il suo Kaiser-Walzer.
Il 3 giugno 1899, mentre è seduto in poltrona, Johann pensa alla sua vita intensa e muore. Gli orchestrali di Eduard suonano in segno di lutto Sul bel Danubio blu; Eduard stesso corre a casa e, in lacrime, brucia il suo archivio nel caminetto.